# Arth
Arth es una ciudad y comuna suiza del cantón de Schwyz, localizada en el distrito de Schwyz. Limita al norte con las comunas de Zug (ZG) y Walchwil (ZG), al este con Steinerberg y Lauerz, al sur con Gersau y Vitznau (LU), y al occidente con Weggis (LU) y Küssnacht am Rigi.

## Transportes
Ferrocarril
Cuenta con una estación ferroviaria donde efectúan parada trenes de cercanías, de ámbito regional y de larga distancia.